# 紋翅暮蟬
紋翅暮蟬（学名：Tanna ornatipennis）为蟬科暮蟬屬下的一个种，成蟲於每年6至8月出沒，主要棲息於臺灣中部以北的1200－2200公尺山區中，具趨光性，臺灣特有種，舊名「條黑蜩」，體型、體色與阿里山紋翅暮蟬相似，公蟬體長約30（1.2英寸），母蟬體長約21（0.83英寸），頭部、	前胸背板中紋及前胸緣片為淡黃綠色，且具有較多黑色斑紋，前翅有明顯褐色斑紋。